# Illinți
Illinți (în ucraineană Іллінці) este orașul raional de reședință al raionului Illinți din regiunea Vinnița, Ucraina. În afara localității principale, mai cuprinde și satele Borîsivka și Nemenka.

## Demografie
Componența lingvistică a orașului Illinți
     Ucraineană (97,55%)
     Rusă (1,78%)
     Alte limbi (0,48%)
Conform recensământului din 2001, majoritatea populației orașului Illinți era vorbitoare de ucraineană (97,55%), existând în minoritate și vorbitori de rusă (1,78%).

## Legături externe
- pl Ilińce în Dicționarul geografic al Regatului Poloniei și al altor țări slave, volum III (Haag — Kępy) anul 1882

- pl Ilińce în Dicționarul geografic al Regatului Poloniei și al altor țări slave, volum XV, p. 1 (Abablewo — Januszowo) 1900